# Mount Atkinson
Mount Atkinson är ett berg i Antarktis. Det ligger i Västantarktis. Chile gör anspråk på området. Toppen på Mount Atkinson är 3 300 meter över havet, eller 1 391 meter över den omgivande terrängen. Bredden vid basen är 7,4 km.
Terrängen runt Mount Atkinson är bergig åt nordväst, men åt sydost är den kuperad. Trakten är obefolkad. Det finns inga samhällen i närheten. 